# Gorduno

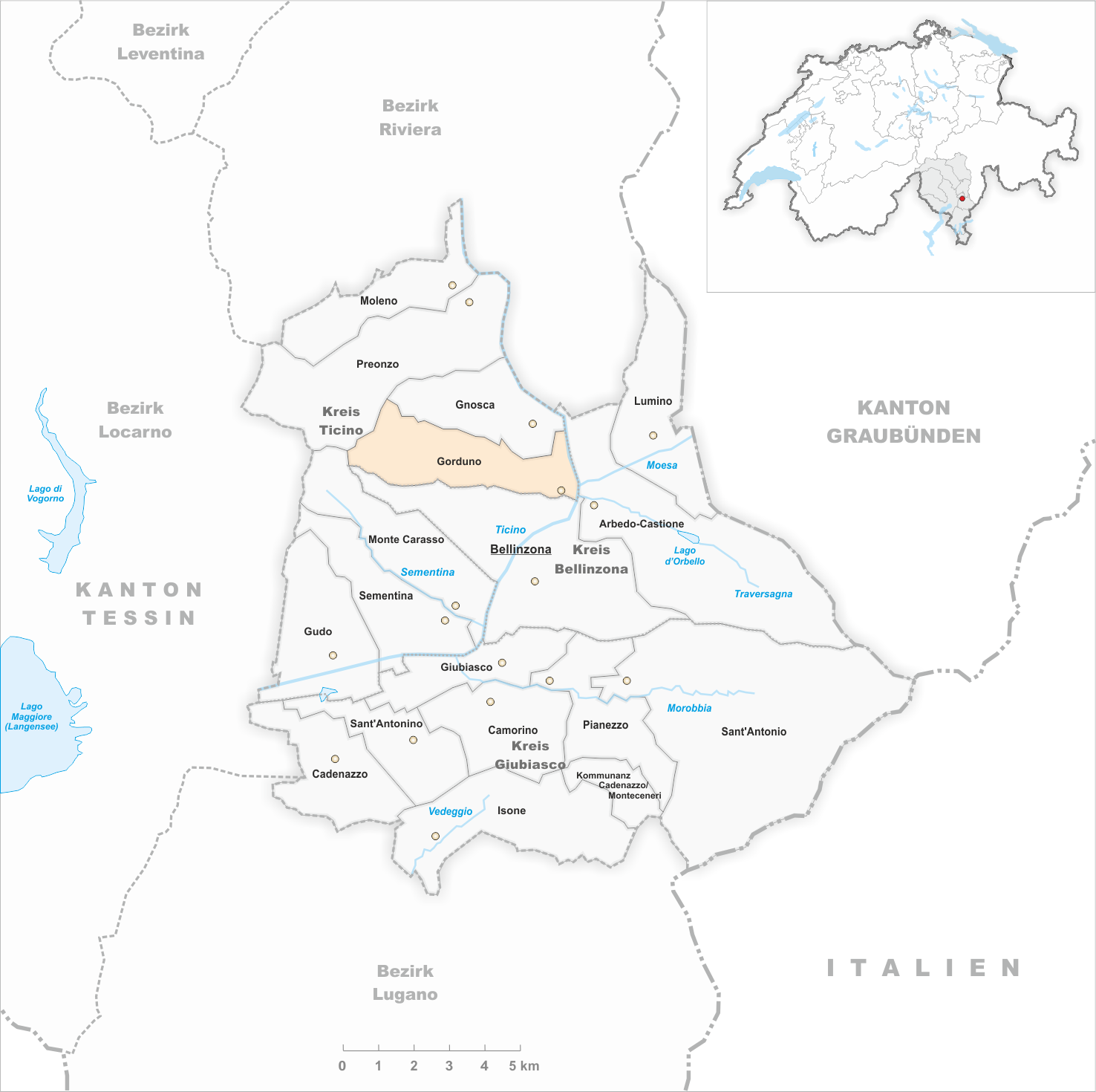
Gemeindestand vor der Fusion am 1. April 2017

Werner Friedli (Fotograf): Gorduno, historisches Luftbild (1953)

Werner Friedli: Gorduno, historisches Luftbild (1953)

Werner Friedli: Gorduno und Tessin (Fluss), historisches Luftbild (1964)

Gorduno (lombardisch Gurdügn [gurˈdyŋ]) ist ein Ortsteil der Gemeinde Bellinzona im Schweizer Kanton Tessin. Bis zum 1. April 2017 bildete er eine selbständige politische Gemeinde.

## Geographie
Das Dorf liegt am rechten Ufer des Flusses Tessin und 3 km nördlich des Zentrums von Bellinzona.

## Geschichte
Erstmals urkundlich bezeugt findet sich der Name 1182 als de Gurduno. Seine sprachgeschichtliche Bedeutung ist unklar.
Die Gegend war schon in prähistorischer Zeit besiedelt. 1924 wurden römische Gräber entdeckt.
Im Mittelalter findet sich das Dorf erstmals 1182 als medius locus de Gorduno bezeugt, und zwar im Zusammenhang eines Streites zwischen Como und der Kirche von Mailand. Die Freiherren von Sax errichteten in Gorduno eine Burg, die ihre Eroberungen im Raum Bellinzona sichern sollte. Eine von Bellinzona unabhängige Pfarrgemeinde bildet Gorduno seit 1583.
Am 2. April 2017 schloss sich Gorduno gleichzeitig mit den damaligen Gemeinden Camorino, Claro, Giubiasco, Gnosca, Gudo, Moleno, Monte Carasso, Pianezzo, Preonzo, Sant’Antonio und Sementina der Gemeinde Bellinzona an. Gorduno bildet aber nach wie vor eine eigenständige Bürgergemeinde.

## Bevölkerung
Einwohnerzahlen: Volkszählungsdaten

## Sehenswürdigkeiten
- Pfarrkirche Santi Rocco e Sebastiano[6][7]
- Burgruine auf dem Hügel San Carpoforo[6]
- alte Steinbrücke[6]

## Musik
- Societä Filarmonica Gorduno[8]

## Sport
- Associazione Sportiva Gorduno[9]
- Raggruppamento GOAL[10]
- Sci&Snow board Gorduno[11]

## Persönlichkeiten
- Virginia Helbling (* 1974 in Lugano), Schriftstellerin, Tessiner Preisträgerin des Studer/Ganz-Preises, sie wohnt in Gorduno[12][13]